# Gustavo Cazonatti
Gustavo Cazonatti (Florianópolis, 3 de julio de 1996) es un futbolista brasileño. Juega como Centrocampista y su equipo actual es el Sporting Cristal de la Liga 1 de Perú. 

## Trayectoria
Desde muy joven se inició en las divisiones inferiores de Santos F. C. donde llegaría a debutar con el equipo principal en un solo encuentro, este válido por la Copa de Brasil. El equipo no contaría con él, por lo cual fue traspasado al futbol portugués como agente libre, precisamente al Real S. C., donde logra anotar su primer gol como profesional, también pasaría por el C. D. Mafra del mismo país.
A mediados de 2020 regresa al fútbol brasileño jugando en Serie B por el Grêmio Esportivo Brasil un semestre. A inicios de 2021 ficha por Maringá F. C., donde se convierte en uno de los puntos altos del equipo y luego sería contratado por el Tombense, quien compra su pase. 
En enero de 2022 fue oficializado como incorporación de Criciúma para disputar la Serie B, sin embargo no logra afianzarse con el equipo, por lo cual terminado su contrato no se hace uso de su opción de compra teniendo que partir.
En 2023 llega a Chapecoense, el cuadro de Santa Catarina (estado donde nació el jugador), se convertiría en titular indiscutible del equipo en todo el año y registraría dos goles en su haber. Sus actuaciones destacadas le valdría para ser pretendido en el fútbol del exterior nuevamente. 
El 2 de enero del 2024, el Sporting Cristal confirma el fichaje del jugador de cara a la temporada 2024, luego de la aprobación del comando técnico liderado por Enderson Moreira.Cazonatti marco tres goles en esa temporada contra Sport Boys, Cusco FC y Universitario de Deportes. En noviembre del 2024, Sporting Cristal anunció que ejerció la opción de compra del pase del jugador y la renovación de vínculo hasta la temporada 2027.

## Clubes
Actualizado al último partido jugado el 25 de mayo de 2024.
| Club                    | País          | Año           | Partidos | Goles |
| ----------------------- | ------------- | ------------- | -------- | ----- |
| Santos F. C.            | Brasil        | 2016          | 1        | 0     |
| Río Claro               | Brasil        | 2017          | 4        | 0     |
| Real S. C.              | Portugal      | 2017-2019     | 62       | 5     |
| C. D. Mafra             | Portugal      | 2019-2020     | 12       | 0     |
| Brasil de Pelotas       | Brasil        | 2020          | 13       | 0     |
| Grêmio Esportivo Brasil | Brasil        | 2021          | 11       | 0     |
| Tombense                | Brasil        | 2021-2022     | 32       | 0     |
| Criciúma                | Brasil        | 2022          | 7        | 0     |
| Chapecoense             | Brasil        | 2023          | 42       | 3     |
| Sporting Cristal        | Perú          | 2024-act.     | 32       | 3     |
| Total carrera           | Total carrera | Total carrera | 216      | 11    |